# 林昶 (澳門)
林昶（1948年10月18日—），筆名「永逸」、「富權」，以「扣帽子」報導聞名的資深媒體人，祖籍廣東南海縣（ 現為佛山市南海區 )，澳門媒體《新華澳報》社長兼總編輯，言論欄目為《華澳人語》及《兩岸觀察》，發表的文章多涉及澳門的社會政治及兩岸關係。
中國評論通訊社認同林昶在台灣問題上的研究，評價他是「澳門的台灣問題傳奇研究者」。有當地媒體則評論林昶在某些澳門議題上的評論「水平低劣」，此外，他亦被批評在2017年澳門立法會選舉期間挑起了本來不存在的「澳門獨立」議題。

## 生平
林昶父親是工藝美術專業人員，在中國抗日戰爭期間師從何香凝習畫；母親是小學教師。從1968年1月起，林昶先後任湛江市園林管理所工人、赤坎路樹組代組長，湛江市市政工程公司工人。文化大革命期間，他曾因被指有「海外關係」及被誣為「現行美蔣特務」而遭到關押批鬥。1975年5月，林昶移居澳門，先後任《大眾報》、《先鋒日報》記者及採訪主任。
林昶自小失學，自稱於亞洲（澳門）國際公開大學（今澳門城市大學）修讀新聞系畢業，擁有社會學學士學位。他是貴州省澳門區十一屆政協常委，湛江市澳門區十一屆政協常委、十二屆委員。

## 對台宣傳研究
林昶對於台灣的政治定位有着鮮明的立場。例如他認為澳門回歸後對「一國兩制」的實踐及經驗，證明「一國兩制」方針同樣適用於台灣，又指台灣實現與中國大陸統一後：「廣大台灣同胞亦能像澳門居民一樣，充分享受到偉大祖國在國際上的尊嚴和榮譽，他們在國外的合法權益也將能得到更切實的維護。」
2007年中国共产党第十七次全国代表大会發表報告，林昶評價該報告體現出「2300萬台灣同胞與13億大陸同胞」兩岸同胞血脈相連，也強調台灣是中國的一部分，認為這不僅展示了中共在促進祖國和平統一方面的決心，也體現了中共的政治智慧。
2017年10月，林昶發表題為「應當在對台工作中凸顯核心領導地位」的文章，認為既然六中全會確定中共總書記習近平的「核心」地位，對台工作也必須凸顯習近平的核心領導地位。

## 部分爭議

### 文章被指抄襲
2015年5月5日，林昶發表了一篇標題名為《以蓮峰置換工人球場解決關閘改造問題》的文章，有一名網上評論人士指出，他在早前發表過一篇關於「重新規劃蓮峰球場」的文章，林昶的文章把他的文章的觀點一模一樣的照搬到他自己的文章內，只是把句子的次序調轉。該名網上評論人說：「對於文章被『轉載』到資深的『愛國愛澳』人士文章內，我這個無名小卒非常『受寵』若驚。」
以下為「被指抄襲的文章」及「被指被抄襲的文章」部分內容的差別：
《以蓮峰置換工人球場解決關閘改造問題》（2015年5月5日發表）
「在具體構思方面，可以參考氹仔中央公園的模式，進行綜合規劃。蓮峰球場比氹仔中央公園的面積更大，相信將能做得更好。倘能完成該規劃，就將能大為改善該區居民的生活質素，填補該區休憩綠化設施貧乏，只有三角公園一個名義上的「公園」，且面積小得可憐，但該區的高齡居民又比較多，缺乏休憩地方的不足。倘能再配以兒童遊樂設施，及配置圖書館等設施，就勢將成為西北區市民，特別是長者及小朋友的好去處。」
《澳門賽狗漸式微民間籲搬遷狗場 建議改建成北區的中央公園》（2015年4月15日發表）
「除康體設施外，綠化、休憩及文娛設施亦是新公園的重要元素。雖然該區有大量年長的居民，但休憩綠化設施貧乏，只有三角公園一個名義上的「公園」，且面積小得可憐，新公園內應種植大量樹木，配以兒童遊樂設施，並以空中綠廊方式連接麗都行人天橋方便紅街市一帶居民進出，勢將成為西北區市民，特別是長者及小朋友的好去處。除此之外，人口眾多的北區只有青洲圖書館及邊緣的紅街市圖書館兩座面積細小的公共圖書館，明顯未能滿足居民需求，故新公園必須配備圖書館功能。」

### 挑起「澳獨」議題
2017年澳門立法會選舉期間，林昶在9月12日及13日於《新華澳報》撰寫《集台藏疆港獨於一身還不是分裂國土？》和《請問蘇嘉豪：這不是「X獨」、甚麼才是「X獨」？》兩文，指責立法會選舉參選人之一蘇嘉豪及相關人士「集台藏疆蒙港獨」於一身」，勾結台藏疆蒙港獨勢力。中國大陸官方媒體《人民日報》旗下的《環球時報》在9月13日刊出了一篇標題為《圖謀引入激進抗爭！澳門「獨派分子」想進立法會》的文章，文中引用林昶的評論文章，點名批評蘇嘉豪為「泛民象徵，企圖將香港的所謂抗爭手法帶到澳門社會及立法會」。
相關文章發表後受到各界批評。蘇嘉豪和黃健朗對相關指控作出澄清，又指把反對派扣帽子成主張獨立或者受到外國勢力支配，是北京當局常用的政治技倆。他亦指出，某些團體誣陷學社候選人「搞獨立」，變相是對學社過往監督政府的工作的肯定。黃健朗回應《立場新聞》記者查詢時指，《環球時報》所引用的言論，只是法律技術上的討論研究，意在指出澳門法律存在的漏洞，不代表個人鼓吹香港獨立。他亦強調本人從無鼓吹澳獨或港獨，批評《環球時報》的措詞是歪曲事實。
澳門媒體《訊報》有評論人士指出：「今次（2017年澳門立法會選舉）除了網上有鋪天蓋地的誹謗言論之外，竟然有部分團體或候選組別甚至公然違法擾亂個別組別的競選活動，亂扣『澳獨』、『賣國』的帽子，上綱上線地抹黑，這不禁讓人質疑是有組織的打壓行為……澳門人從來都有優良的『愛國愛澳』傳統，根本就沒有所謂的『澳獨』土壤，在澳門談『澳獨』可以說是選票毒藥，亦是政治自殺。但現時這些所謂『反澳獨』的勢力硬要將這個偽議題搬到澳門來，顯而易見的是，『反澳獨』將來必然是一條可觀的財路……其實一句到尾︰現時在澳門誰要大力提倡『反澳獨』，誰就日後必將成為『澳獨之父』。」評論人士又批評，「永逸可能正在竊喜不已：發表這樣邏輯混亂、荒謬絕倫的文章，居然可以領功得賞。但正因為永逸的荒謬攻訐……本來，筆者是完全看不好第七組（組別參選人為蘇嘉豪）會有機會取得一個議席。但由於有永逸的攻訐，加上眾多五毛的狂吠此實質上是為第七組助選……」
專門研究澳門問題的專家、澳門科技大學教授譚志強說，選舉前多年來，從未聽過「澳獨」或「獨派分子」，文章的指控就像是「完全冤枉」，似是有人在利用親共傳媒抹黑立法會選舉中的對手。澳門大學政府與行政學系副教授余永逸擔心這樣挑起「獨派」討論，會把本身不存在的議題變成存在的議題，情況就像10年前沒有人討論港獨，但當時香港特首梁振英提出「警惕港獨」後立即變成「港獨之父」，結果港獨議題就愈來愈多人討論了。他說港澳兩地政治氣氛不同，澳門人多不認同激進路線，在澳門「反中」或「反共」並無市場。他又說：「當《環球時報》提出『澳獨』議題的時候，其實大家都知道出事了，因為這根本就不是個議題。你說它（澳獨），它倒就成議題了。」

## 評價
中國評論通訊社評價林昶是「澳門的台灣問題傳奇研究者」，亦評價《新華澳報》的「評論文章水準極高，對澳門問題、兩岸關係問題，特別是台灣問題具有重要的輿論引導作用，為關心澳門社會政治、兩岸關係及台灣政情的人士提供了豐富信息和思考。」
澳門中聯辦副主任孫達說：「林昶社長既是新華澳報的指揮官，亦是辦報的戰鬥員，林社長十年如一日地寫出有份量的文章，已經寫成特有的風格，辦出新華澳報的特色……林昶社長所寫的社論文章很有分量，敢於發聲與直言，為澳門的經濟繁榮穩定發展，以及特區政府依法施政、『一國兩制』的政治發展，發揮很大的作用。」
澳門媒體《訊報》總編輯李江評價林昶完全是站在發展商、土地權貴的利益和澳門特首崔世安的管治權威來發文放話，他批評林昶的論述水平低下和基本的邏輯也不顧，以致誤導政府。又批評澳門特區政府不少官員能力低下，喜歡聽奉承、拍馬屁的話，所以對林昶和與林昶寫作手法相似的人的「建言」和「獻策」特別欣賞，也樂於接納林昶的「謊報軍情」。他亦說，林逸在其關於土地爭議的數篇文章中「表現出來儼似政府發言人、特首代表、中方代表身份向公眾（讀者）喊話的態度。而令人感到奇怪的是政府以及中方至今（或從未）對永逸那種『儼似』身份作過異議或澄清。澳門真係與別不同。」
2017年澳門立法會選舉結果產生以及蘇嘉豪當選議員後，李江說：「永逸的評論雖然讀者寥寥無幾，但在權貴以及有能力操控選票流向的大人物當中卻大有市場。正是權貴以及有能力操控選票流向的人接受了永逸的餿主意：抹黑攻訐蘇嘉豪就可以阻擋他進入議會。不然就不會有五毛的狂吠，以及環球時報刊登辱黨（智慧）失格（大報之格）的抹黑抨擊蘇嘉豪的荒謬反智文章……正是由於永逸的『助選』，操控者接受了永逸的餿主意。故蘇嘉豪成功當選乃順理成章之事矣。」

## 部分著作
- 《濠江青英集》
- 《澳台關係縱橫談》
- 《富權「兩岸觀察」評論選》